# 岩瀬敬吾
岩瀬 敬吾（いわせ けいご、1978年8月29日 - ）は日本のシンガーソングライター。広島県出身。血液型はB型岡平健治と組んだフォークデュオ「19」の元メンバー。

## 経歴
高校3年の夏にTEENS' MUSIC FESTIVALで岡平健治と知り合う。1997年春に単独で広島から上京。その後、遅れて上京した岡平と「少年フレンド」というユニット名で活動を開始。それぞれアコースティック・ギターを持ち、高円寺や下北沢でライブハウスやストリートで熱唱。1998年、自分の描いた詩に曲をつけてくれる音楽家を探していたイラストレーターの326と出会い3人は「19」を結成。以後19の「イワセケイゴ」として活動。

1998年11月21日にシングル「あの青をこえて」でビクターエンタテインメントよりメジャー・デビュー。2ndシングル「あの紙ヒコーキ くもり空わって」がTBS「1999・春」キャンペーンソングになり、アルバム『音楽』はミリオンセラーを記録。3rdシングル「すべてへ」もオリコンチャート1位を記録、2000年シドニーオリンピックの日本代表選手団公式応援ソングとして「水・陸・そら、無限大」が使用され、同曲で2度目のNHK紅白歌合戦出場を果たす。2ndアルバム『無限大』はトリプル・プラチナ、その後のアルバム・シングルともヒットを連発、武道館2Daysはチケット販売開始5分で完売など社会現象とまでいわれ人気絶頂時だった2002年2月に「19」の解散を発表。

2002年10月23日にシングル「くり返すは口ぐせと罪悪感」でフォーライフミュージックエンタテイメントからソロ・デビュー（MV監督は行定勲。キャストは瑛太、つぐみ）。同年11月6日にリリースされたアルバム『Porky Pie』には鈴木茂、今井裕、小原礼、Dr.StrangeLoveの長田進、石田ショーキチ、U2を手掛けたケビン・モロニーらをプロデューサーに迎え、19時代から定評のあるメロディセンス、詞の世界を引き継いで、新しいサウンドにも取り組んでいる。
2003年10月29日には2ndアルバム『NEWSpeakers』を発表。ジョージ・シリングのプロデュース作。シングル「NEW STANDARD」ではバーナード・バトラーと共演を果たす。同年12月BOØWYのトリビュート・アルバム『BOØWY Tribute』にアン・ルイス、朝本浩文らと参加。
2004年 真心ブラザーズのカバー・アルバム『真心COVERS』にYUKI、奥田民生、サンボマスターらと共にギタリストとして参加。
2006年11月22日に3年半ぶりのシングル「ノイズとため息」をリリース。タワーレコードインディーズチャートで初登場1位。
2007年3月7日 シューゲイザー、ポストロック、グランジの影響を受けた3rdアルバム『Bright day』をリリース、タワーレコードインディーズチャート1位。レインボーエンタテインメントに所属、パーソナルオフィス「ロStyle. Inc」、レーベル「speakers」を発足。
2008年 4thアルバム『明日の出来事』をリリース。
2009年 5thアルバム『FLOOR』をリリース。
2011年から完全インディペンデントとして、自主レーベル【Näkemiin Records】を発足。
2012年 広島県呉市「呉観光特使」に任命。
2014年11月 6thアルバム『象になった君の夢』をリリース。
2015年 ソロ名義活動と別に小堀裕之（2丁拳銃）、野田タロウ（ジァイアントステップ）、小島剛広（カムロバウンス）、ターキー（ex.GO!GO!7188）、溝渕ケンイチロウなどで構成されたバンド「KO-I-NOフェス」でライブ活動等を行う。
2016年 6thアルバム『象になった君の夢』のレコーディング・メンバーで構成されたアコースティック・トリオ「Norsu Trio」でも活動。ボーカル・ギターを担当。パーカッションに山口幸彦（ハックルベリーフィン）、鍵盤楽器は今村仁美。
2020年より、YouTubeや17Liveといった配信活動を精力的に開始させ、19時代の本人による楽曲も披露している。19時代の楽曲は19解散以降、実に15年近くに渡り披露することはなかったが当時のプロデューサーであり恩師の逝去を機に「気持ちに変化が生まれた」と述べている。しかし2023年現在、一人で19時代の楽曲を歌うことに関しては難色を示す一方「岡平と二人で歌うことに意味がある」趣旨の説明もあった。近年はバンドスタイルのワンマンライブ、「Norsu Trio」のライブ活動なども精力的に行いながら、楽曲制作も並行して行っている。
2023年12月25日、約15年ぶりとなるフルアルバム『traditional humming』全12曲入りをリリース。デビューから25周年の節目にリリースされた。UKロックの雰囲気も感じさせるバンドサウンドは力強くもあり、19(ジューク)時代のサウンドセンスを思わせるような、どこか懐かしさを覚えるナンバーもあり、25年間の歩みを感じさせてくれる1枚になっている。

## 人物
少年フレンドのころ、上京を反対した岡平の父を納得させるために岩瀬が作曲した歌「つまさき」を聞かせ納得させた。ギターを始めたのは高校時代。友人から譲り受けた古いギターをいじったのがきっかけで音楽に興味を持つ。広島出身であることから、広島東洋カープのファン。
物を非常によく大切に使い、自身の車や中華鍋などは、実に20年以上愛用している。(料理が上手い)

## ディスコグラフィ

### シングル
| 枚  | リリース日     | タイトル                 | 曲目                                            |
| --- | -------------- | ------------------------ | ----------------------------------------------- |
| 1st | 2002年10月23日 | くり返すは口ぐせと罪悪感 | 1.くり返すは口ぐせと罪悪感 2.ラウンド           |
| 2nd | 2003年2月26日  | ドライブカー             | 1.ドライブカー 2.ベイベハニーサンディ           |
| 3rd | 2003年6月25日  | NEW STANDARD             | 1.NEW STANDARD 2.MILK (SPACE ECHO MIX)          |
| 4th | 2003年10月1日  | レディオステレオ         | 1.レディオステレオ 2.BITTER (alternative take)  |
| 5th | 2006年11月22日 | ノイズとため息           | 1.ノイズとため息 2.Halloween 3.May 4.太陽の方角 |
| 6th | 2008年3月5日   | 明日の出来事             | 1.明日の出来事 2.TOALE CLUB 3.When you go       |
| 7th | 2009年9月6日   | floor EP                 | 1.floor 2.kilpikonna 3.10を数えて               |
| 8th | 2013年12月7日  | Lapseni                  | 1.Lapseni 2.slow 3.不思議だね                   |

### アルバム
| 枚  | リリース日     | タイトル            | 曲目 |
| --- | -------------- | ------------------- | --- |
| 1st | 2002年11月6日  | Porky Pie           | 1.くり返すは口ぐせと罪悪感 -Kevin Mix- 2.凍るガール 3.ラウンド -Kevin Mix- 4.あじがうらスター 5.トレモロ 6.どういうわけか 7.うたかたの夢 8.ソング 9.プライベート 10.ドライブカー 11.tururu 12.フリーソウルマン (初回限定盤のみ) |
| 2nd | 2003年10月29日 | NEWSpeakers         | 1. 銀色の月 2.NEW STANDARD 3.下北沢サーカス 4.耳鳴りがした日 5.MILK 6.BITTER 7.EASTER 8.日めくりの舟 9.CRUSH SANDWICHES 10.ROCK'N'ROLL BLOSSOM 11.憂鬱なロザンナ 12.並んで飛んだ鳥 13.レディオステレオ 14.感情はとかすらしい    |
| 3rd | 2007年3月7日   | Bright day          | 1.ノイズとため息 2.Cookie 3.Halloween 4.インスタント 5.夢みたいに忘れてしまう 6.風と鳥 7.はるかな夕べ 8.未来 9.Bright day 10.クラクション 11.太陽の方角                                                                         |
| 4th | 2008年4月9日   | 明日の出来事        | 1.明日の出来事 2.始まりはいつもそう 3.stay now 4.almost drowned 5.超えては消え 6.11.3 7.クコの実 8.diving spot 9.subway 10.手紙 11.thursday                                                                                     |
| 5th | 2009年3月18日  | FLOOR               | 1.Beautiful underworld 2.Glider 3.君との時間 4.いたいけな日々を見て笑え 5.Nakemiin. 6.TOP SECRET 7.ドライブカー(Live Version on 2008.7.13 at 代官山UNIT)                                                                        |
| 6th | 2014年11月24日 | 象になった君の夢    | 1.ショーンの声 2.象になった君の夢 3.君の世界を満たすのは僕さ 4.トビウオは舞う 5.タイムマシン 6.幻の森 |
| 7th | 2023年12月25日 | traditional humming | 1.十二社通りをわたれば 2.youth 3.不完全なSTEP 4.夜道帰るよ 5.newday today 6.雷の鳴く朝 7.傘は差さない 8.君は行け 9.Cranes cranes 10.皆んなみえた 11.目を開く前に 12.traditional humming                                         |

### DVD
| 枚  | リリース日     | タイトル                                             |
| --- | -------------- | ---------------------------------------------------- |
| 1st | 2007年8月31日  | TOUR 2007 -Bright day- Official Bootleg              |
| 2nd | 2008年10月22日 | TOUR 2008 -明日の出来事-                             |
| 3rd | 2010年1月27日  | TOUR 2009 -FLOOR- 2009.09.06 at Shibuya CLUB QUATTRO |